# Paul Frédéric Jean Girard
Paul Frédéric Jean Girard, född 1852, död 1926, var en fransk rättshistoriker.
Girard blev universitetslärare i romersk rätt i Montpellier 1880, och var från 1888 verksam i Paris. Hans Manuel élémentaire de droit romain (1896) har flitigt utnyttjats som lärobok. Själv översatte Girard till franska och bearbetade Theodor Mommsens Römisches Staatsrecht (8 band, 1887-96).
Girard blev 1911 hedersdoktor vid Oslo universitet.